# Carski ratni muzej
Carski ratni muzej (engl. Imperial War Museum) predstavlja muzejski kompleks koji sadržava pet stalnih postava u tri britanska grada (Londonu, Manchesteru i Duxfordu) posvećenih Britanskom Carstvu tijekom Prvog svjetskog rata.
Cjelokupna zbirka sadržava oko 10,7 milijuna predmeta koji uključuje službene pisane i zvučne zapise, fotografije, snimke, vojne značke, isprave i druge memorabilije, umjetnička djela, vojnu opremu i vojna vozila.
Kompleks godišnje posjeti oko 2 milijuna posjetitelja.
Više puta tijekom povijesti muzej je mijenjao položaj, od Kristalne palače u londonskom Hyde parku preko Carskog instituta u Kesingtonu do Betlehemske vojne bolnice u Southwarku.

## Vanjske poveznice
- Službene stranice